# Regió de Tacna
Tacna (quítxua takna "he conquerit aquest lloc") és la regió més meridional del Perú. Limita al sud amb la Regió de Tarapacá (Xile), a l'est amb el Departament de La Paz (Bolívia) i al nord amb les regions de Moquegua i Puno.

## Divisió administrativa
La regió es divideix en quatre províncies:
- Tacna
- Candarave
- Jorge Basadre
- Tarata